# Europees kampioenschap basketbal mannen 1973
Eurobasket 1973 is het achttiende gehouden Europees Kampioenschap basketbal. Eurobasket 1973 werd georganiseerd door FIBA Europe. Twaalf landen die ingeschreven waren bij de FIBA, namen deel aan het toernooi dat gehouden werd in 1973 te Barcelona, Spanje. Het basketbalteam van Joegoslavië won in de finale van het toernooi met 78-67 van gastland Spanje, waarmee het de uiteindelijke winnaar van Eurobasket 1973 werd. De strijd om de derde en vierde plaats werd beslecht door de Sovjet-Unie en Tsjechoslowakije. De Sovjet-Unie won met 90-58.

## Eindklassement
1. Joegoslavië
2. Spanje
3. Sovjet-Unie
4. Tsjecho-Slowakije
5. Italië
6. Bulgarije
7. Israël
8. Turkije
9. Roemenië
10. Frankrijk
11. Griekenland
12. Polen

| Eurobasket 1973 winnaar  |
| ------------------------ |
| Joegoslavië Eerste titel |

## Individuele prijzen

### MVP (Meest Waardevolle Speler)
- Wayne Brabender

### All-Star Team
- Sergej Belov
- Francesc Buscató
- Wayne Brabender
- Krešimir Ćosić
- Atanas Golomeev